# Raimondo Cunich
Raimondo Cunich, né le 14 juin 1719 à Raguse en république de Raguse (actuelle Croatie) et décédé le 22 novembre 1794 à Rome, est un jésuite Italien, philologue, et helléniste de renom.

## Biographie
Raimondo Cunich naquit le 14 juin 1719 à Raguse, où il trouva des maîtres et des émules dans les Boscovich, les Stay, les Zamagna, etc. Admis jeune chez les jésuites, il y professa pendant quarante-cinq ans la rhétorique avec succès. L’abbé Morcelli, Lucchini, Lanzi furent au nombre de ses élèves. Lorsque la Compagnie de Jésus fut supprimée en 1773, il remplissait la chaire de rhétorique au Collège romain. On lui en offrit une à l’université de Pise ; mais il la refusa par attachement pour le savant cardinal Zelada, son protecteur et son ami. L’Académie d'Arcadie se l’associa sous le nom pastoral de Perelao Megaride. Nourri de la lecture des anciens, il les égale dans l’épigramme ; et ses élégies ont toute la douceur et l’harmonie de celles de Tibulle, mais avec moins de simplicité. Le P. Cunich mourut à Rome le 22 novembre 1794.

## Œuvres
- De bono ærumnæ elegia, Varsovie, 1770, Crémone, 1762.
- Anthologia, sive epigrammata Anthologiæ Græcorum selecta latinis versibus reddita et animadversionibus illustrata, Rome, 1771, in-8° ; nouvelle édition, augmentée d’épigrammes inédites, Reggio, 1827, in-8°.
- Homeri Ilias latinis versibus expressa, Rome, 1776, grand in-fol., belle édition faite aux frais du duc Odescalchi. Cette version, aussi remarquable par la fidélité que par l’élégance, est ornée d’une préface dans laquelle l’auteur expose la méthode qu’il a suivie. On réunit cette traduction de l’Iliade à celle de l’Odyssée par Bernardo Zamagna ; elles ont été réimprimées dans le format in-8° ;
- Epigrammatum libri quinque ; accedit hendecasyllaborum libellus, Parme, 1803, in-8°. Les pièces dont ce volume se compose avaient d’abord paru, du moins en partie, dans le Giornale arcadico di Roma.

## Sources
- Mijo Korade, Les jésuites, histoire et dictionnaire, Paris, Bouquins éditions, 2022  (ISBN 978-2-38292-305-4), p. 792

- « Cunich (le P. Raimond) », dans Louis-Gabriel Michaud, Biographie universelle ancienne et moderne : histoire par ordre alphabétique de la vie publique et privée de tous les hommes avec la collaboration de plus de 300 savants et littérateurs français ou étrangers, 2e édition, 1843-1865 [détail de l’édition]